# Katherine Kingsley
Katherine Kingsley (Cambridge, 24 dicembre 1981) è un'attrice e cantante britannica.

## Biografia
Ha recitato in numerosi musical e opere di prosa a Londra, tra cui High Society (2005), Piaf (2009; candidata al Laurence Olivier Award alla miglior performance in un ruolo non protagonista in un musical), Aspects of Love (2010), The 25th Annual Putnam County Spelling Bee (2011), Singin' in the Rain (2012; candidata al Laurence Olivier Award alla miglior performance in un ruolo non protagonista in un musical), Dirty Rotten Scoundrels (2014), Sogno di una notte di mezza estate (2014; candidata al Laurence Olivier Award alla miglior attrice non protagonista) e She Loves Me (2016).

## Doppiatrici italiane
Da doppiatrice è stata sostituita da:
- Jessica Bologna in Final Fantasy XVI